# Strobilomyia infrequens
Strobilomyia infrequens är en tvåvingeart som först beskrevs av Ackland 1964.  Strobilomyia infrequens ingår i släktet Strobilomyia och familjen blomsterflugor. Arten har ej påträffats i Sverige. Inga underarter finns listade i Catalogue of Life.